# Two Bad Neighbors
Two Bad Neighbors (titulado Dos malos vecinos en España y El mal vecino en Hispanoamérica) es el decimotercer episodio de la séptima temporada de la serie de animación Los Simpson, emitido originalmente en la cadena FOX el 14 de enero de 1996. Fue escrito por Ken Keeler y dirigido por Wes Archer. En este episodio, el expresidente de los Estados Unidos George H. W. Bush y su esposa Barbara se mudan a Springfield, instalándose en una casa situada frente a la de la familia Simpson.
El episodio fue inspirado por las críticas que los Bush hicieron a la serie. En septiembre de 1990, Barbara Bush comentó en una entrevista para la revista People que Los Simpson era la cosa más tonta que había visto en su vida. Cinco años después se estrenó este episodio en el que los Bush se mudan a Springfield, pero tras una serie de peleas entre Bush y Homer, deciden irse. En este episodio aparece por primera vez el personaje de Disco Stu.

## Sinopsis
En Evergreen Terrace se está llevando a cabo una venta de garaje. Mientras Homer atrae la atención del público 
bailando y cantando sobre las mesas de los distintos comerciantes, ocurre algo que hace que todos dejen de prestarle atención y le den la espalda: la casa vacía que está enfrente de la casa de los Simpson recibe a sus nuevos dueños. Los nuevos propietarios de la casa resultan ser el expresidente de los Estados Unidos George Bush y su esposa Barbara. Homer enseguida se siente celoso de la atención y el interés que recibe Bush por parte de los demás vecinos.
Bart decide visitar a los nuevos vecinos, y parece establecer rápidamente una buena relación con Barbara. Sin embargo, el hábito de llamar a los adultos por su nombre de pila y una serie de actitudes irritantes y molestas hacen que Bush se enfade con él. Finalmente, después de que Bart destruye accidentalmente el borrador de las memorias del expresidente, éste lo nalguea. Cuando Homer se entera de lo sucedido, se enoja y va hasta la casa de Bush para exigirle una disculpa, a lo que el expresidente le responde que es él quien debe disculparse por no disciplinar a Bart. Después de que Homer lo tilda de pusilánime, ambos juran crearle problemas al otro.
Homer y Bart lanzan cohetes hacia la casa de los Bush, y en respuesta el expresidente cuelga una pancarta que dice Dos malos vecinos, en referencia a Bart y a Homer; sin embargo, Ned Flanders y el Dr. Hibbert no logran interpretar el mensaje, por lo que decide descolgarla. Acto seguido, Homer y Bart hacen unos muñecos de cartón de los hijos de Bush, George Jr. y Jeb, para atraerlo fuera de la casa, y le pegan en la cabeza una peluca de color arcoíris justo antes de que éste dé un importante discurso en un club local. Para vengarse, Bush destroza el jardín de los Simpson derrapando en él con su coche. En respuesta, Homer y Bart se dirigen hasta la casa de Bush a través de las alcantarillas para soltar un enjambre de langostas. Sin embargo, el expresidente los descubre y baja a las alcantarillas para pelearse a golpes con Homer.
Finalmente, tras ser presionado por su esposa, y ante una sorpresiva visita del ex premier soviético Mijaíl Gorbachov, Bush se disculpa con Homer, pero vende la casa argumentando que el vecindario sacaba lo peor de él. La casa vacía es inmediatamente ocupada por otro expresidente, Gerald Ford, quien invita a Homer a ver el fútbol americano y a compartir unos nachos y unas cervezas. Cuando van hacia la casa de Ford, ambos tropiezan en la acera y caen al suelo, exclamando al unísono: «¡D'oh!».

## Producción

### Antecedentes

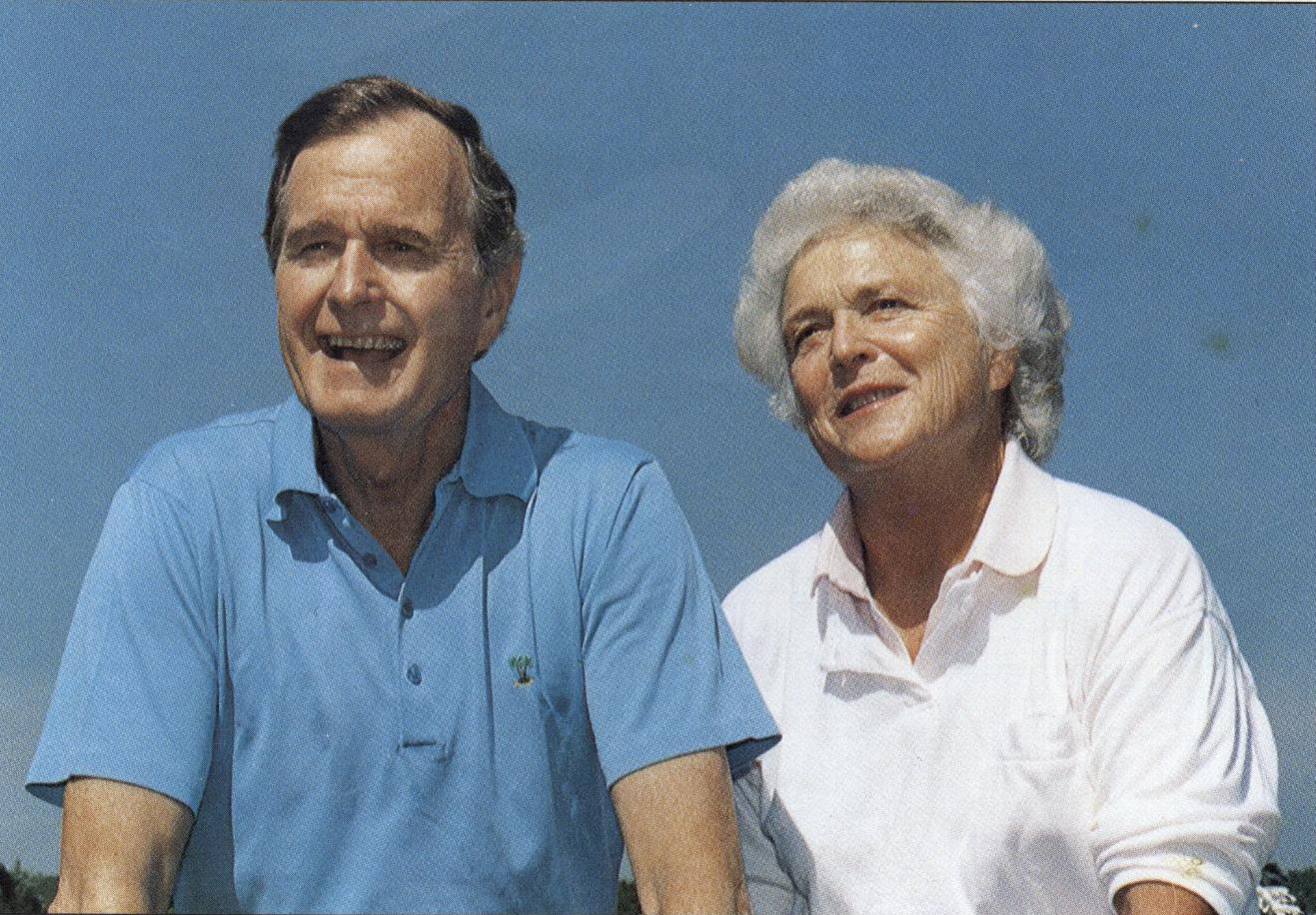
Las críticas de George H. W. Bush y su esposa Barbara hacia Los Simpson originaron este episodio.

La serie mantenía una disputa con los Bush que finalmente resultó en la idea para este episodio. En una entrevista con la revista People publicada el 1 de octubre de 1990, Barbara Bush, por entonces primera dama, dijo que Los Simpson era «la cosa más tonta» que había visto en su vida, lo que hizo que los guionistas de la serie le enviaran una carta de queja escrita por Marge Simpson. La señora Bush envió rápidamente una respuesta disculpándose.
El 27 de enero de 1992, el entonces presidente George H. W. Bush pronunció un discurso durante su campaña de reelección que reactivó la disputa entre los Bush y la serie. En aquel momento, los valores familiares eran el tema central de la campaña de Bush, y éste afirmó: «Vamos a seguir tratando de fortalecer a la familia estadounidense, para hacer que las familias estadounidenses se parezcan mucho más a los Walton y mucho menos a los Simpson». La siguiente emisión de Los Simpson fue una repetición del episodio Stark Raving Dad, el 30 de enero de 1992. El episodio incluyó una nueva secuencia de apertura en respuesta al discurso de Bush. La escena comenzaba en el salón de los Simpson. Homer, Bart, Lisa, Patty y Selma están viendo el discurso de Bush en la televisión. Después de que éste pronuncia la frase anterior, Bart dice: «Hey, nosotros somos como los Walton. También rezamos por el fin de la recesión».

### Guion

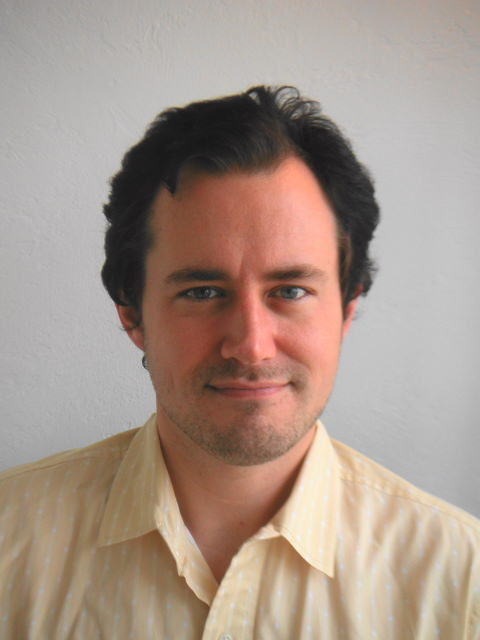
Bill Oakley tuvo la idea para el episodio a partir de las críticas de los Bush a la serie.

Bill Oakley, que era entonces guionista de Los Simpson, tuvo la idea para este episodio dos años antes de iniciar su producción. Oakley se inspiró en las críticas de los Bush hacia la serie, y dos años después, cuando él y Josh Weinstein se convirtieron en showrunners de Los Simpson, asignaron a Ken Keeler la tarea de escribirlo. Oakley dijo que Bill Clinton llevaba ya dos años siendo presidente de Estados Unidos cuando comenzó la producción del episodio, por lo que la disputa con los Bush «había caído en el olvido». El equipo pensó entonces que sería divertido hacer que las dos partes se enfrentaran de nuevo.
Weinstein dijo que el episodio es a menudo incomprendido. Gran parte de la audiencia esperaba una sátira política, mientras que los guionistas hicieron un esfuerzo especial para mantener la parodia completamente apolítica. Oakley opina que «no es un ataque político, es un ataque personal», y que en lugar de criticar a Bush por sus políticas, el episodio se burla de su mal humor. Oakley considera que el episodio carece de muchas bromas «alocadas» que eran habituales en la serie entonces, y lo comparó con Homer's Enemy, de la octava temporada, en el que un personaje «del mundo real» (Frank Grimes en ese caso) era colocado en el universo surrealista de Los Simpson e interactuaba con Homer, creando un conflicto.
En una entrevista en el sitio web NoHomers.net, le preguntaron a Weinstein si había habido alguna historia que se les hubiera ocurrido a los guionistas y que finalmente no hubiera aparecido en la serie, y éste contestó: «Lo bueno de Los Simpson es que conseguimos salirnos siempre con la nuestra, así que realmente no ha habido episodios que quisiéramos hacer y no hayamos hecho. Historias como Two Bad Neighbors o Homer's Enemy salieron al aire porque, honestamente, no había ejecutivos de la cadena que nos detuvieran».
Al final del episodio, Gerald Ford se traslada a vivir a la casa de enfrente a la de los Simpson después de que Bush se marcha. La idea original era que Richard Nixon se mudara, pero después se cambió a Nixon por Bob Dole tras la muerte de Nixon. Los guionistas decidieron entonces que sería más divertido si fuera Ford, porque creían que era el político que mejor representaba a Homer. El primer borrador de Keeler incluía un número musical al estilo de Tom Lehrer que finalmente fue eliminado.
En este episodio aparece por primera vez Disco Stu, que se convertiría en un personaje recurrente de la serie. Originalmente fue diseñado como un personaje envejecido inspirado en John Travolta, y su voz iba a ser realizada por Phil Hartman, una estrella invitada recurrente en la serie. Sin embargo, cuando los animadores remodelaron al personaje, Hartman no estaba disponible para grabar la voz, por lo que finalmente fue realizada por Hank Azaria.
Las voces de George y Barbara Bush fueron realizadas por dos de los actores habituales de la serie, Harry Shearer y Tress MacNeille. La voz de Gerald Ford fue realizada por Dan Castellaneta.